# Internationella luftfartsutställningen i Stockholm 1936

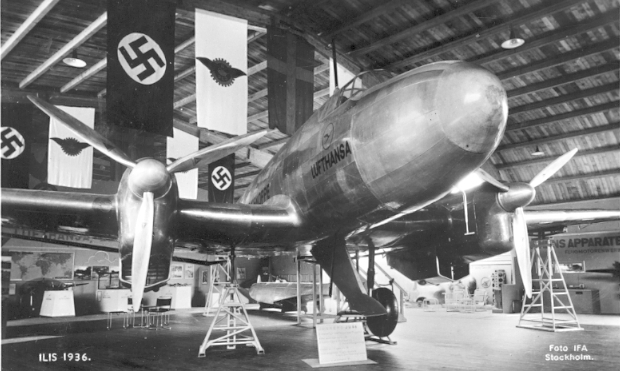
Utställningen ILIS i hangaren vid Lindarängen.

Internationella luftfartsutställningen i Stockholm 1936 (ILIS 1936) var en internationell flygutställning i Stockholm 1936, under vilken Bromma flygplats invigdes.
Detta var den första specialutställningen som erkänts av BIE, Bureau of International Expositions.

## Utställningen
Utställningen hölls 15 maj till 1 juni med fasta utställningar på Lindarängen varifrån utställningsbesökare kunde se Stockholm från ovan och färdas med autogiro till Bromma flygplats som var den första med asfaltbeläggning på banorna.
Den 22 maj inleddes den tredje Skandinaviska flygtävlingen vilken avslutades med invigningen av Bromma flygplats den 23 maj 1936. 

## Galleri

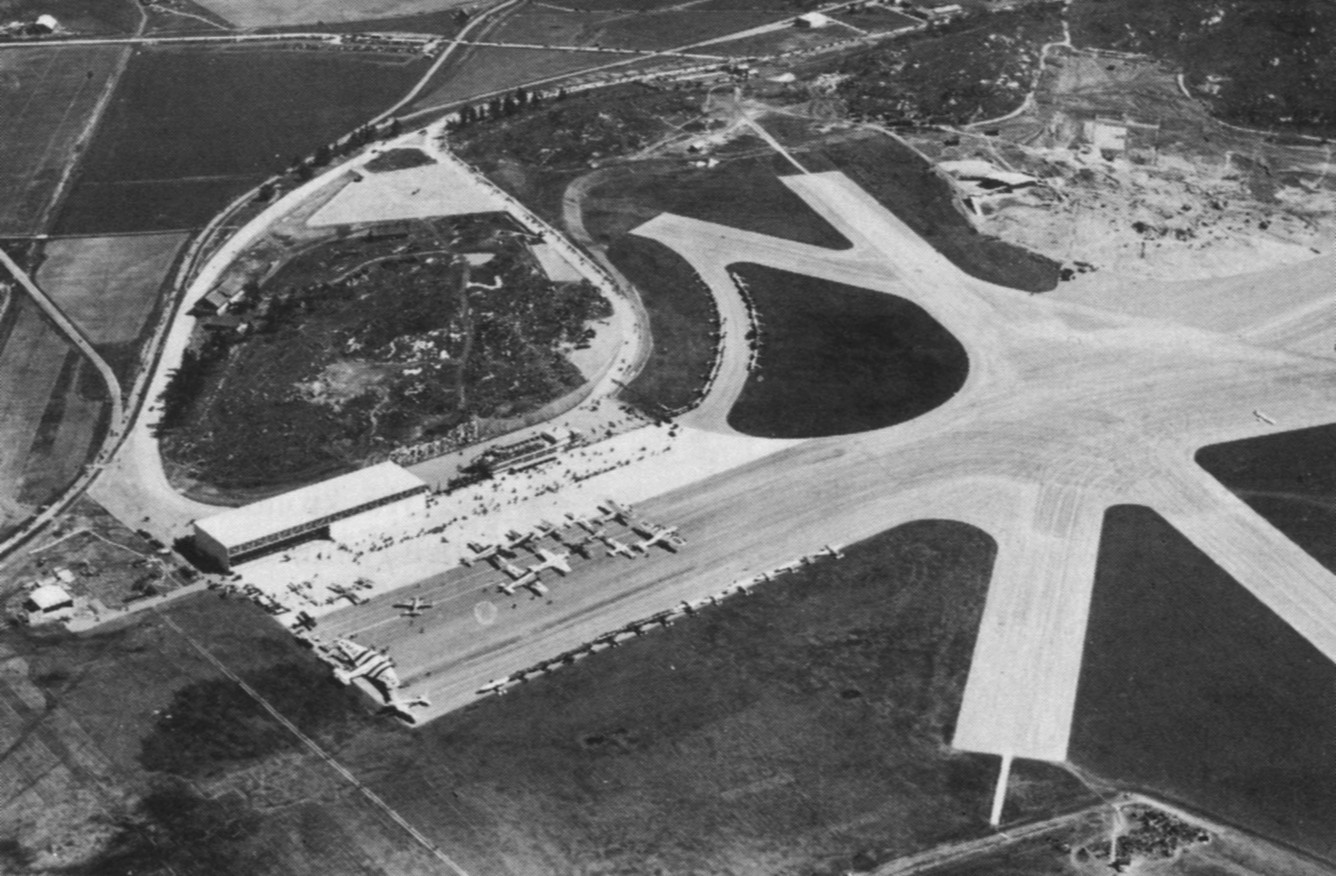
Bromma flygplats invigning 1936.
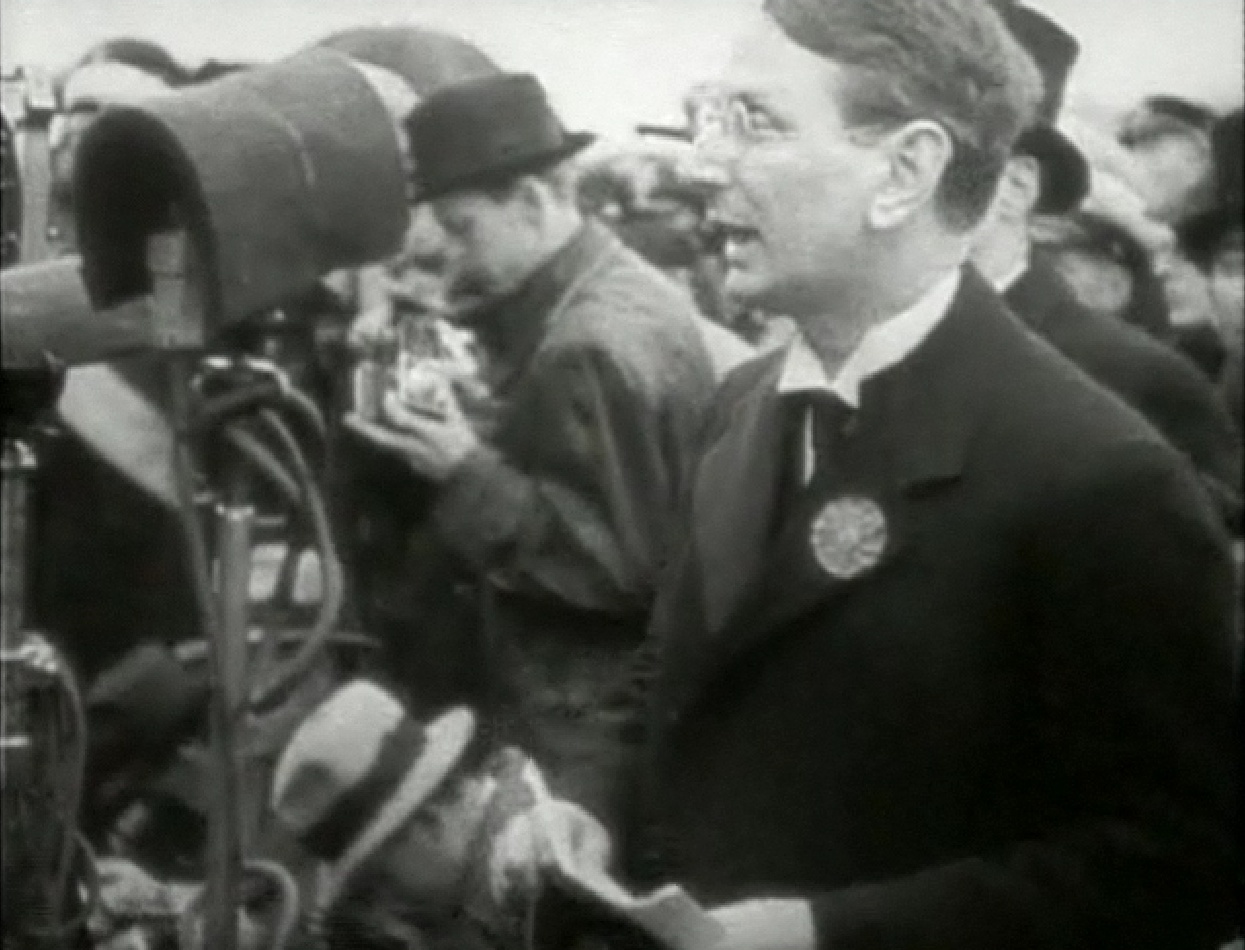
Bromma Airport invigs av borgarrådet Yngve Larsson.